# Noszvaj

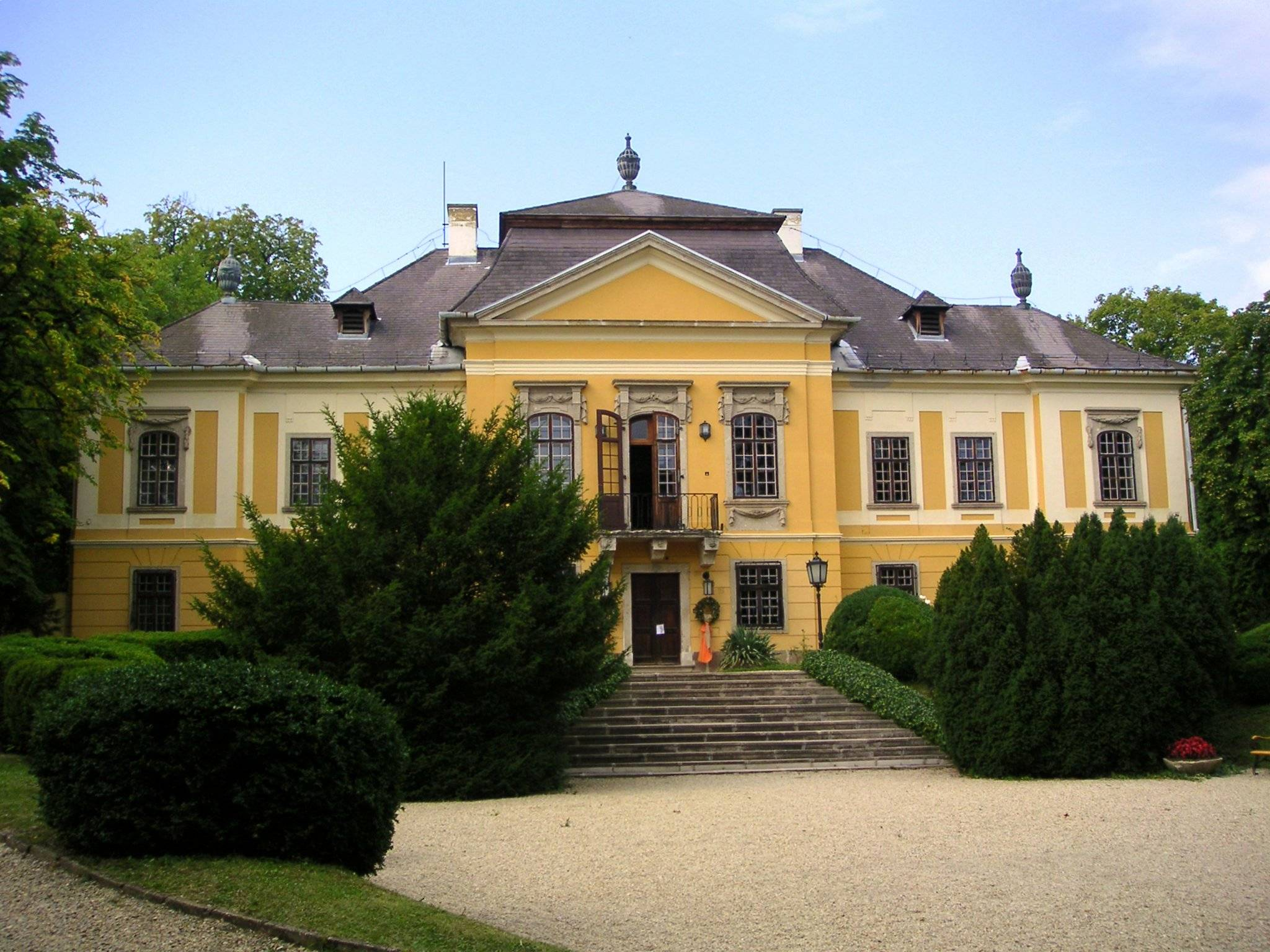
Schloss De la Motte

Noszvaj ist eine ungarische Gemeinde im Kreis Eger im Komitat Heves.

## Geografie
Noszvaj erstreckt sich über eine Fläche von 18,84 km². Die Gemeinde liegt am Südrand des Bükk-Gebirges im Tal des Baches Kánya.

## Geschichte
Der Name der Siedlung wurde früher mit dem slawischen Personennamen Neznay, Noznay in Verbindung gebracht, da es in diesem Gebiet slawische Siedlungsstellen gab. Neuere Forschungen widerlegen dies jedoch und sagen, dass der Name Noszvaj vom Wort Noszvijj stammt, das „unser Dorf“ auf Latein bedeutet. In der zweiten Hälfte des 11. Jahrhunderts zog eine große Anzahl lateinischer ethnischer Gruppen in das Land (italienisch, französisch und wallonisch sprechend), deren Sprache zur Gruppe der neo-lateinischen Sprachen gehörte. Dies soll dadurch belegt sein, dass das Gebiet im Südosten noch immer den italienischen Namen Olaszilápa trägt.
Archäologische Ausgrabungen am Südhang des Bükk-Gebirges und in der Umgebung von Noszvaj belegen prähistorische Funde, die frühe Spuren menschlicher Besiedlung bezeugen.
Noszvaj war bereits in der Árpádian-Ära eine Siedlung, nach der Eroberung wurde es ein königliches Anwesen. Durch eine Spende wurde es zum Bistum Eger. Das erste schriftliche Dokument stammt aus dem Jahr 1248, aus der Zeit König Béla IV. Die Urkunde besagt, dass das Dorf zu dieser Zeit ein bischöfliches Dorf (Villa Episcopalis) war, bis 1475 das dem Bistum Eger gehörte.
Während der türkischen Belagerung der Burg Eger im Jahr 1552, verwüsteten und verbrannten die Türken die Siedlung und ihre Umgebung. Nach der Belagerung stellte Ferdinand I. Noszvaj in den Besitz von János Figedy, dem Burgverteidiger von Eger. Zu dieser Zeit war die Reformation im Dorf bereits weit verbreitet, wie ein 1564 herausgegebenes Dokument belegt, wonach es zu dieser Zeit bereits eine calvinistische Kirche in Noszvaj gab.
In den 1680er Jahren kaufte der Sohn eines türkischen Weinhändlers Almagyar und Noszvaj für immer aus der Schatzkammer des Sultans. Nach dem Kampf gegen Eger im Jahr 1686 blieb er in der Stadt, wurde getauft und nahm den Namen Ferenc Noszvaji an. Mit seinem Tod ohne Nachfolger erbte die Minderheit das Haus und den Besitz von Eger.

## Sehenswürdigkeiten
- Schloss De la Motte, erbaut von 1774 bis 1778.[6]
- Höhlenwohnungen. Ab dem Anfang des 19. Jahrhunderts entstanden die in Rhyolith-Tuff gehauene Höhlenwohnungen. Die Siedlung im südöstlichen Teil des Dorfes ist heute unbewohnt und erwartet die Besucher als Künstlerkolonie.[7][8][9]
- Schloss Galassy, 1900 erbaut, 1953 abgebrannt, 1959 wieder aufgebaut, Nutzung als Hotel.
- Heimatmuseum mit Wohneinrichtung aus dem 19. Jahrhundert.[10]
- Keller und Speicher aus dem 19. Jahrhundert.
- Reformierte Kirche: ab 1564 von Protestanten genutzt, 1928 erweitert.
- Märchenstraße. Ein im Land einzigartiges, im ganzen Jahr erreichbares Familienprogramm, das aufbauend auf Volksmärchen Entspannung für die ganze Familie bietet. An mehreren Punkten des Dorfes, in den als Lehrpfad begehbaren 10 Häuschen befinden sich jeweils ein Palozen-Volksmärchen und dazu passende spielerische Aufgaben.[7]

## Galerie

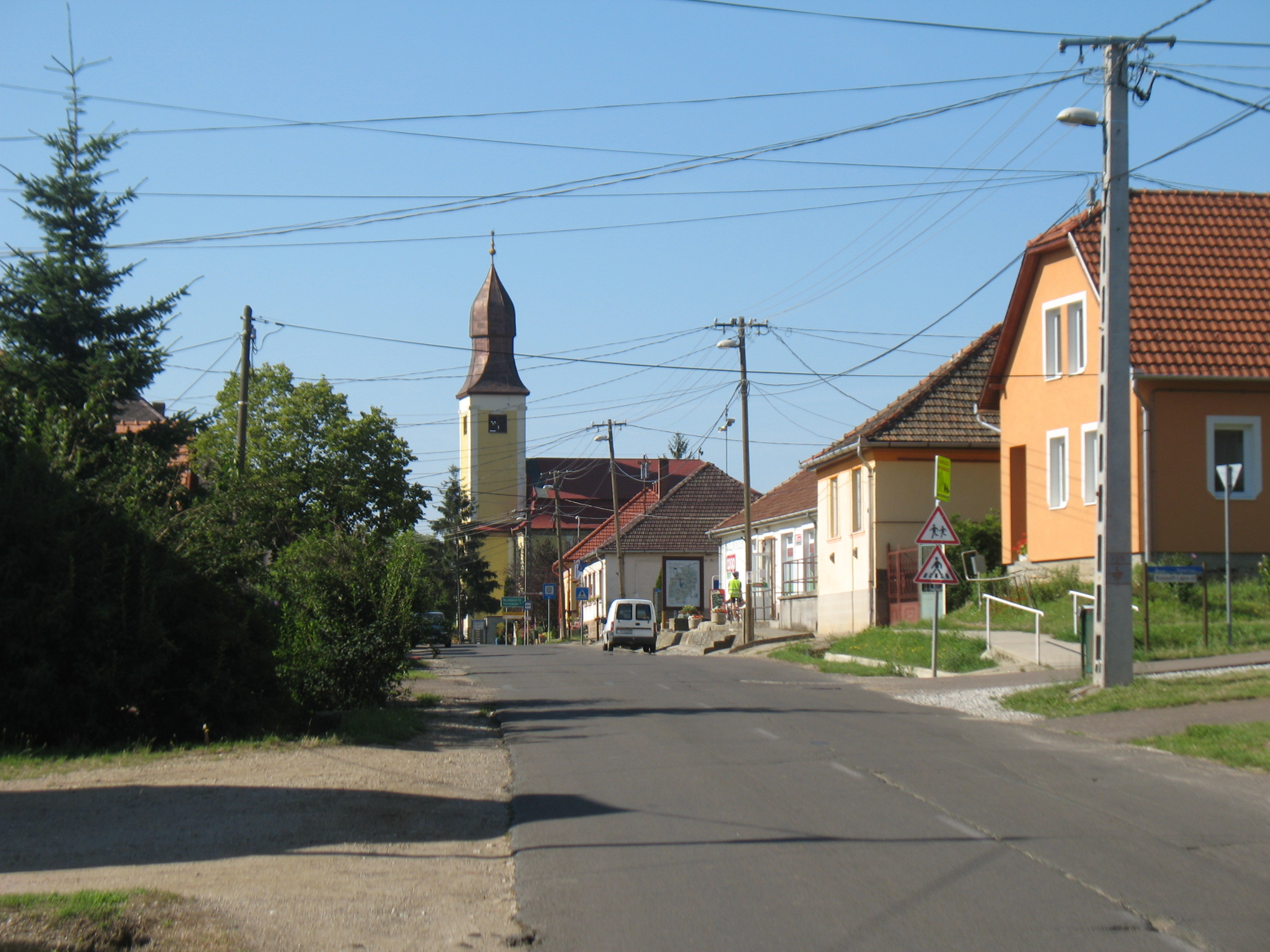
Straße mit reformierter Kirche
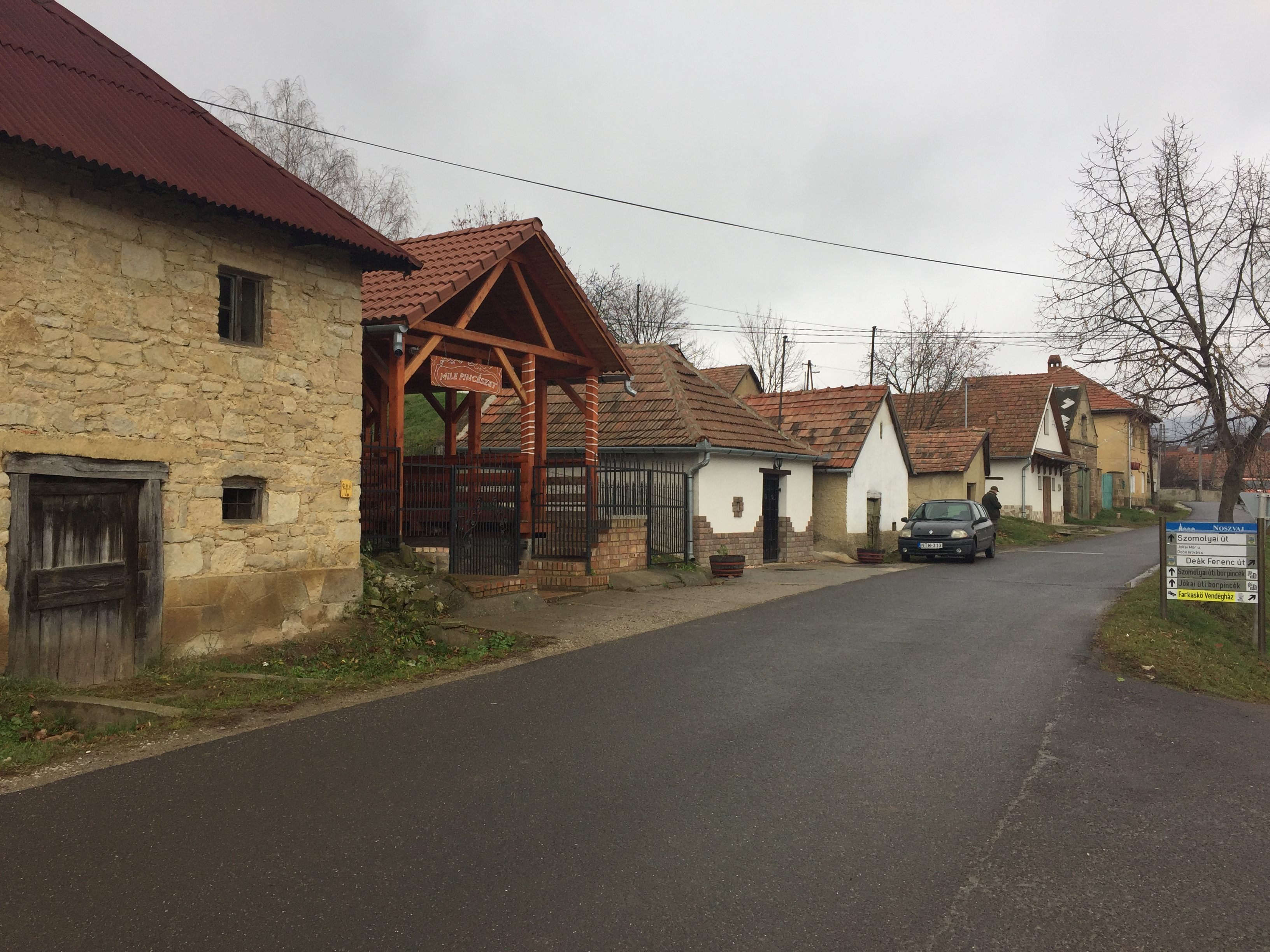
Straße mit Weinkeller
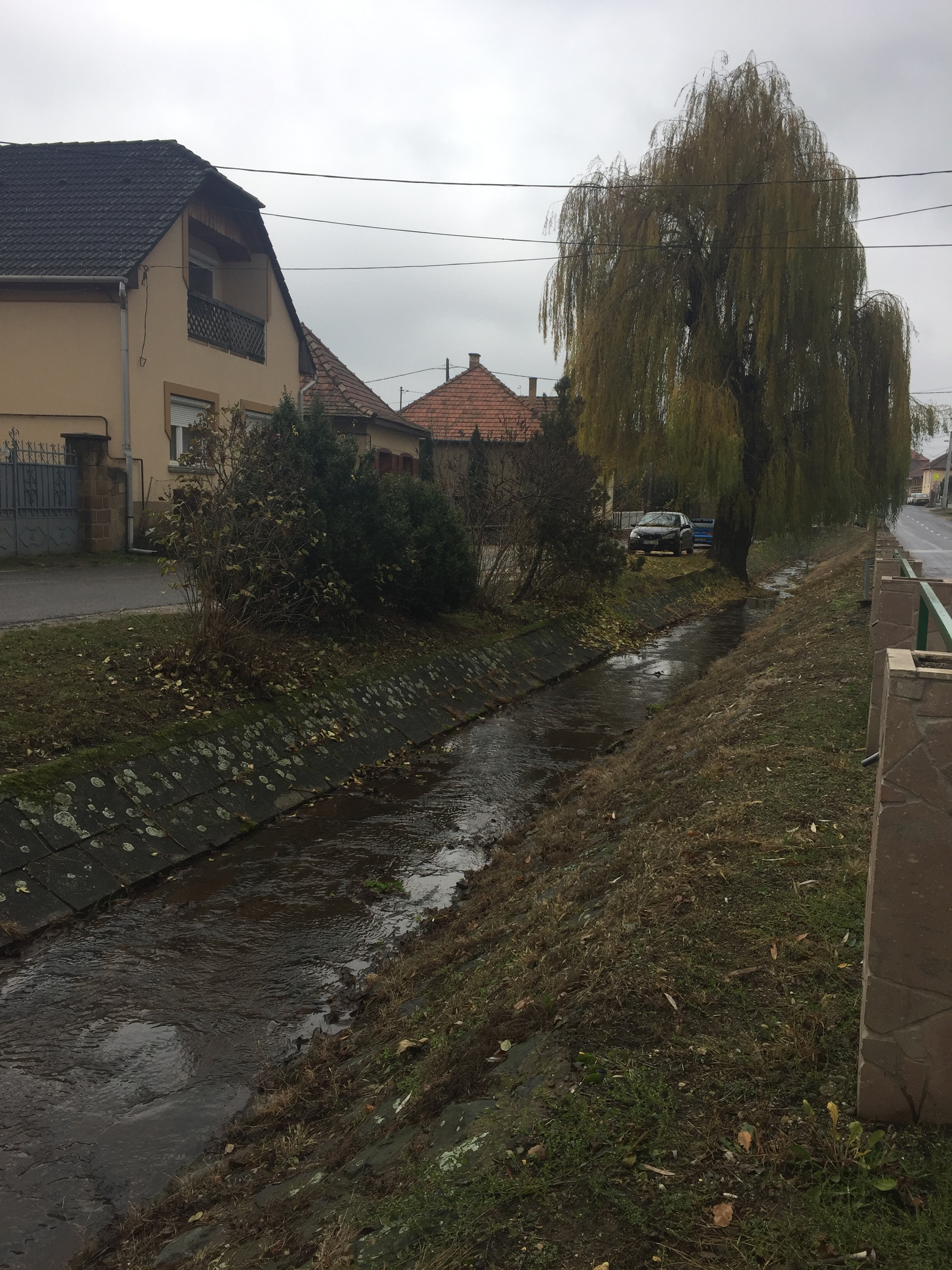
Der Bach Kánya
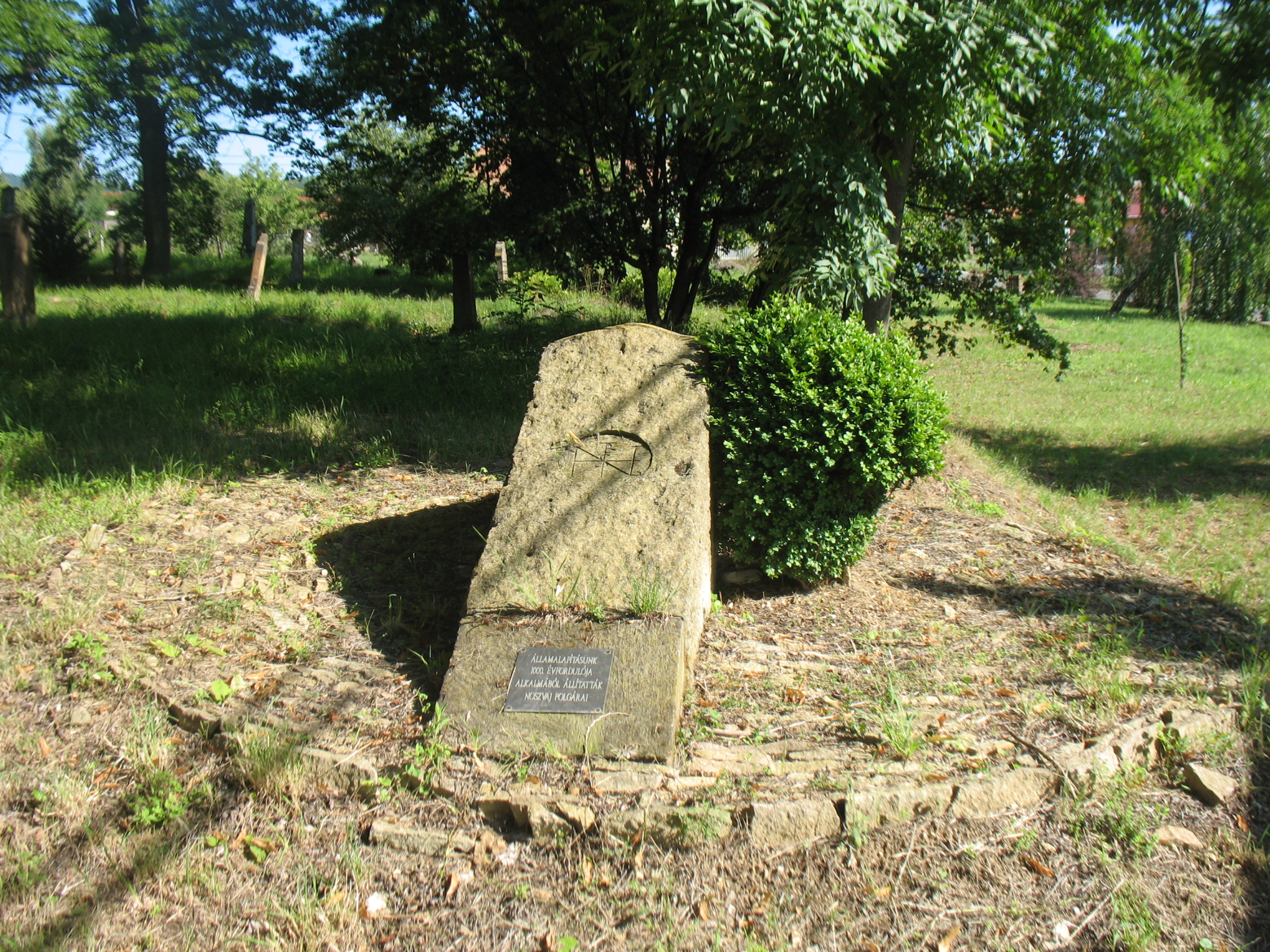
Denkmal zur Staatsgründung
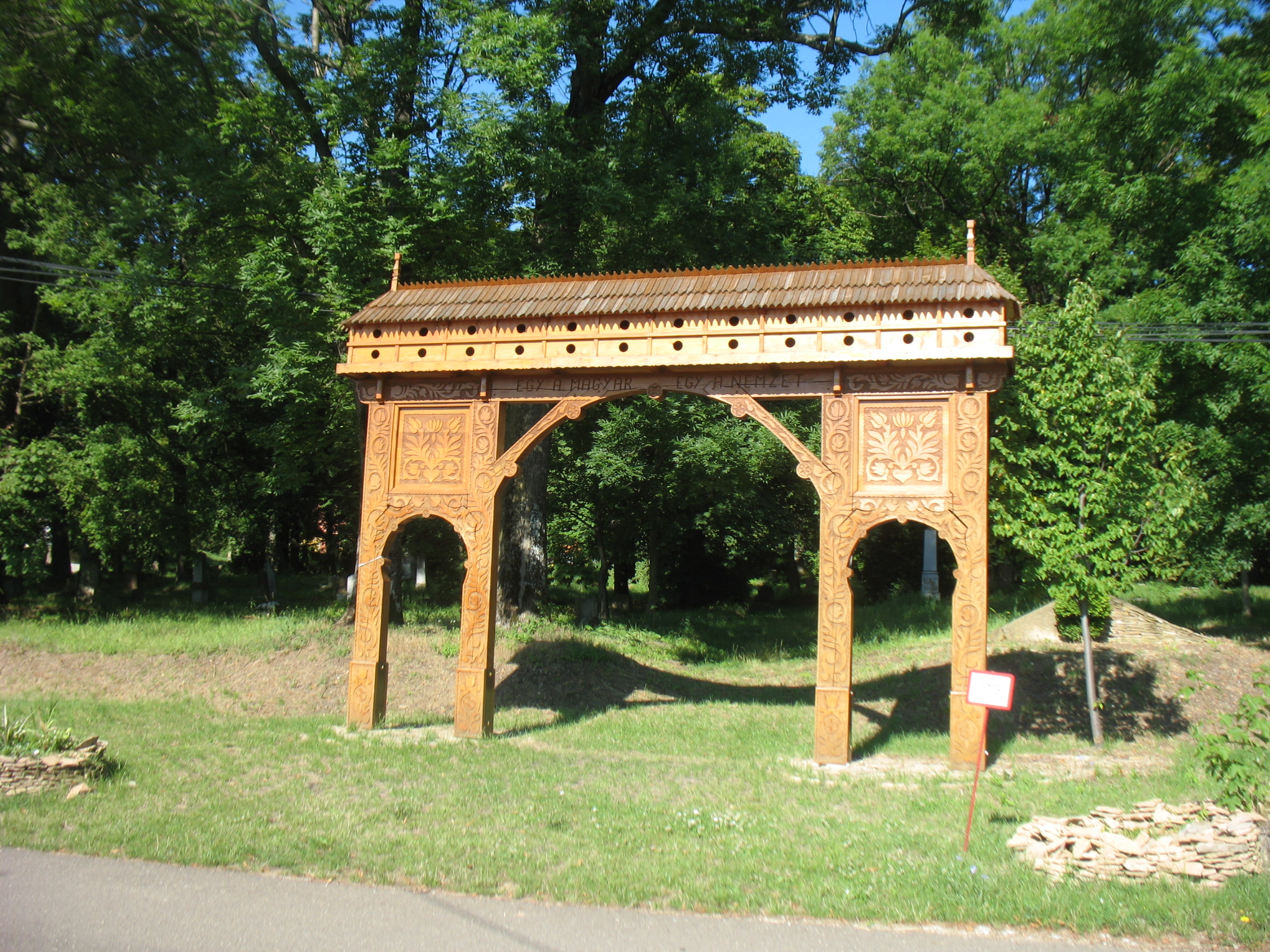
Der Eingang zum Friedhof
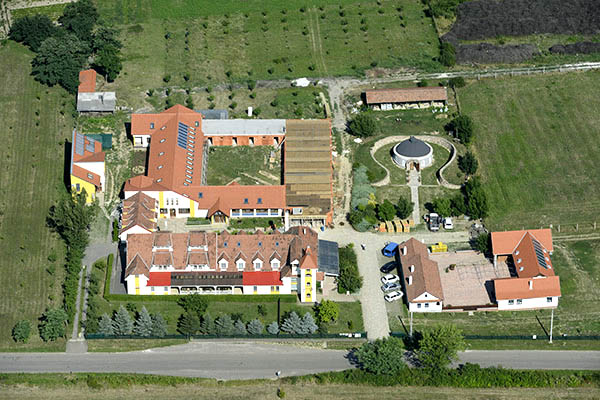
Medicin-Liget

## Verkehr
Der nächstgelegene Bahnhof ist in Eger an Bahnlinie Füzesabony–Eger–Putnok.
Aus Richtung Eger ist der Ort über die Landesstraße 2505 und aus Richtung Mezőkövesd über die Landstraßen 2509 bzw. 2511 zu erreichen.